# Bismarck (Schiff, 1914–1977)
Die Bismarck war ein 1913/14 für die Dampfschiffahrts-Gesellschaft für den Nieder- und Mittelrhein (DGMN) gebauter Seitenraddampfer, der von der Köln-Düsseldorfer Deutsche Rheinschiffahrt bis 1974 im Plandienst eingesetzt wurde. Sie war das erste Schiff der KD-Flotte, das nach dem Zweiten Weltkrieg wieder eingesetzt werden konnte. Obwohl die Reederei das Schiff von 1968 bis 1971 in mehreren Etappen generalsanierte, wurde es nach der Saison 1974 wegen zu hoher Treibstoffkosten, die durch die Ölkrise 1973 verursacht worden waren, aus wirtschaftlichen Gründen außer Dienst gestellt. Die Bismarck wurde 1977 im niederländischen Hendrik-Ido-Ambacht verschrottet.

## Geschichte

### Planung, Bau und Inbetriebnahme

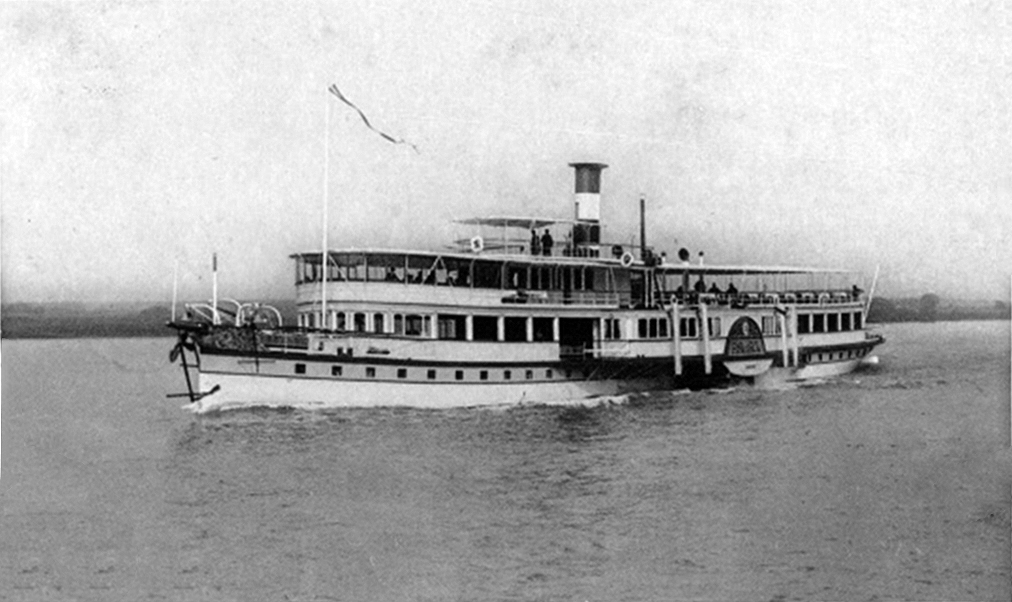
Die Bismarck im Jahre 1916

Da die Rentabilität des Gütertransportes durch den zunehmenden Eisenbahnverkehr nicht mehr zufriedenstellend war, entschloss sich die Betriebsgemeinschaft Köln-Düsseldorfer nach dem Bau der Goethe nur noch Schiffe für den reinen Fahrgasttransport in Auftrag zu geben. Die DGMN bestellte 1913 bei der Werft der Gebrüder Sachsenberg in Köln-Deutz den Salondampfer Bismarck. Nachdem der Stapellauf im März 1914 stattfand, wurden im Folgemonat Probefahrten mit dem unter der Baunummer 720 gefertigten Schiff durchgeführt. Die Jungfernfahrt am 19. Mai 1914 führte von Königswinter über Andernach, Koblenz nach Mainz. Neben dem Aufsichtsrat waren zahlreiche Ehrengäste sowie die Militärkapelle des 21. Pionier-Bataillons an Bord. Einen Tag später setzte die Reederei die Bismarck erstmals im Plandienst von Mainz nach Köln ein. Sie war das zweite Schiff der Reederei, das nach Bismarck benannt wurde. Mit Inbetriebnahme des Schiffs wurde der bisherige Namensträger in Freiherr von Stein umbenannt. Bei Indienststellung war die Bismarck 78,00 m lang und 15,70 m breit. Das mit Kohle befeuerte Dampfschiff durfte bis zu 2500 Fahrgäste befördern.

### Nach dem Ersten bis zum Beginn des Zweiten Weltkriegs

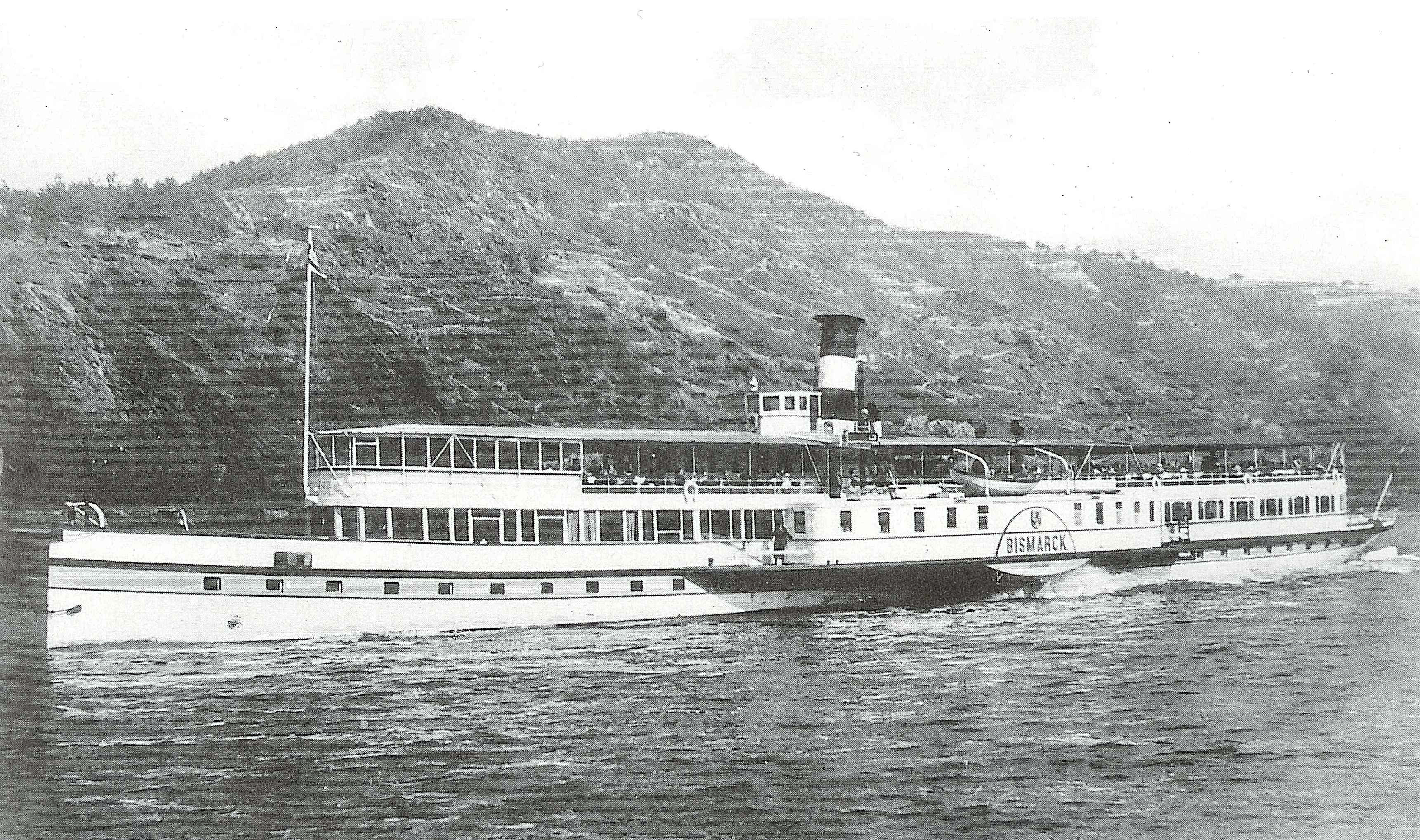
Die Bismarck nach der Modernisierung (1936)

Nach dem Ersten Weltkrieg wurde der Dampfer auf Weisung des französischen Alliierten an die Schifffahrtsabteilung des Chefs für Feldbahnwesen vermietet. Er wurde auf Abruf von der Schifffahrtsgruppe-West bis August 1919 zumeist für Truppentransporte eingesetzt. Infolge des Eisenbahnerstreiks übernahm die Köln-Düsseldorfer im Bereich der Oberpostdirektion Köln die Brief- und Paketbeförderung zwischen Xanten und Ludwigshafen. Auf den eingesetzten Schiffen richtete die Post im Unterdeck ein Postamt ein. In den 1930er-Jahren wurde die Bismarck in mehreren Etappen modernisiert, unter anderem erhielt sie dabei bei der Firma Gebrüder Schöndorff in Düsseldorf eine neue Inneneinrichtung, auch wurde ein festes Ruderhaus montiert. Zudem erhielt der Dampfer neue Radkästen mit reduzierter Fensteranzahl und weißen Radspiegeln. Bis September 1939 setzte die Betriebsgemeinschaft die Bismarck im Schnellfahrdienst zwischen Köln und Mainz ein.

### Zweiter Weltkrieg und Nachkriegsjahre

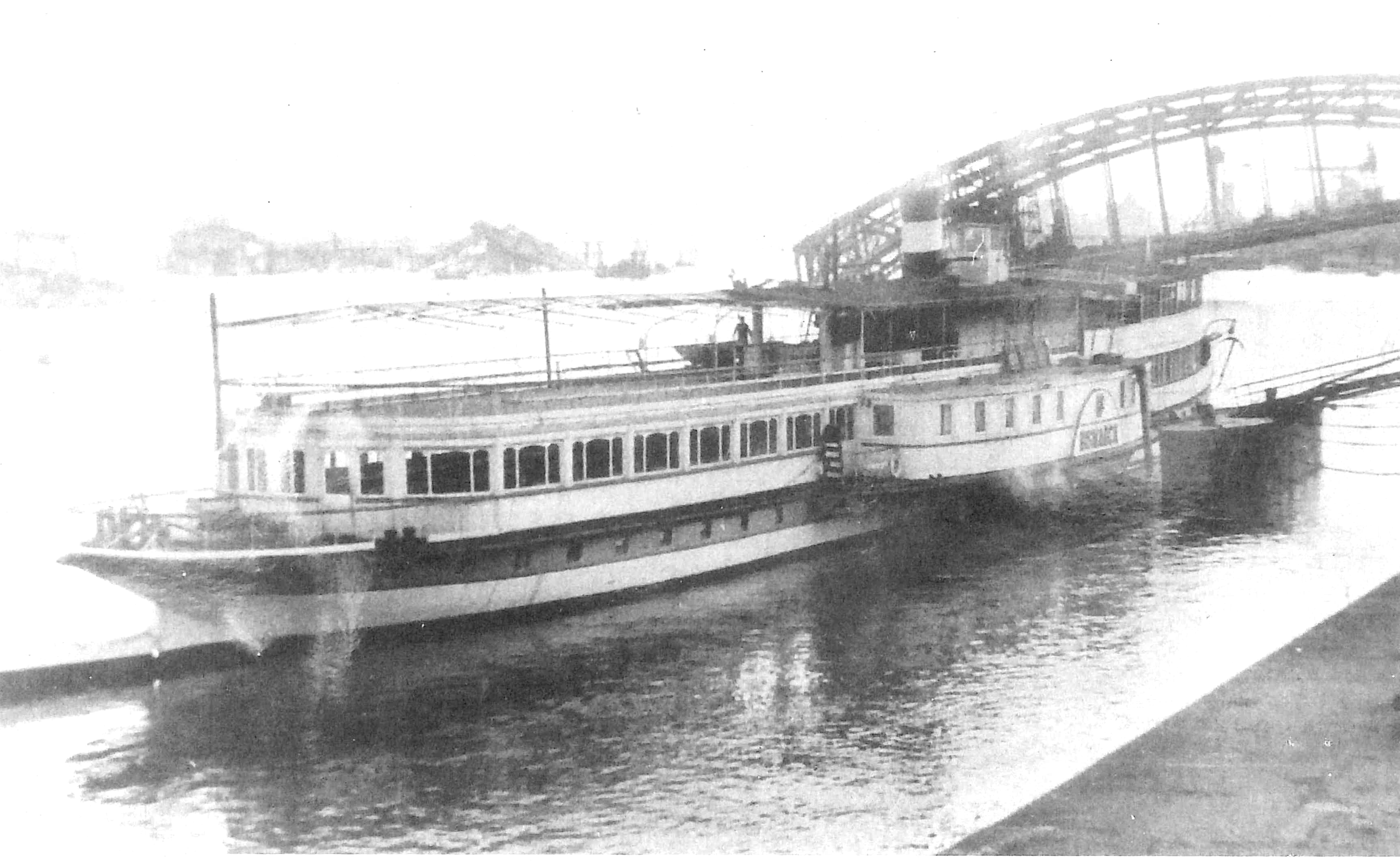
Die Bismarck im Winter 1946/47 als Hotelschiff in Köln

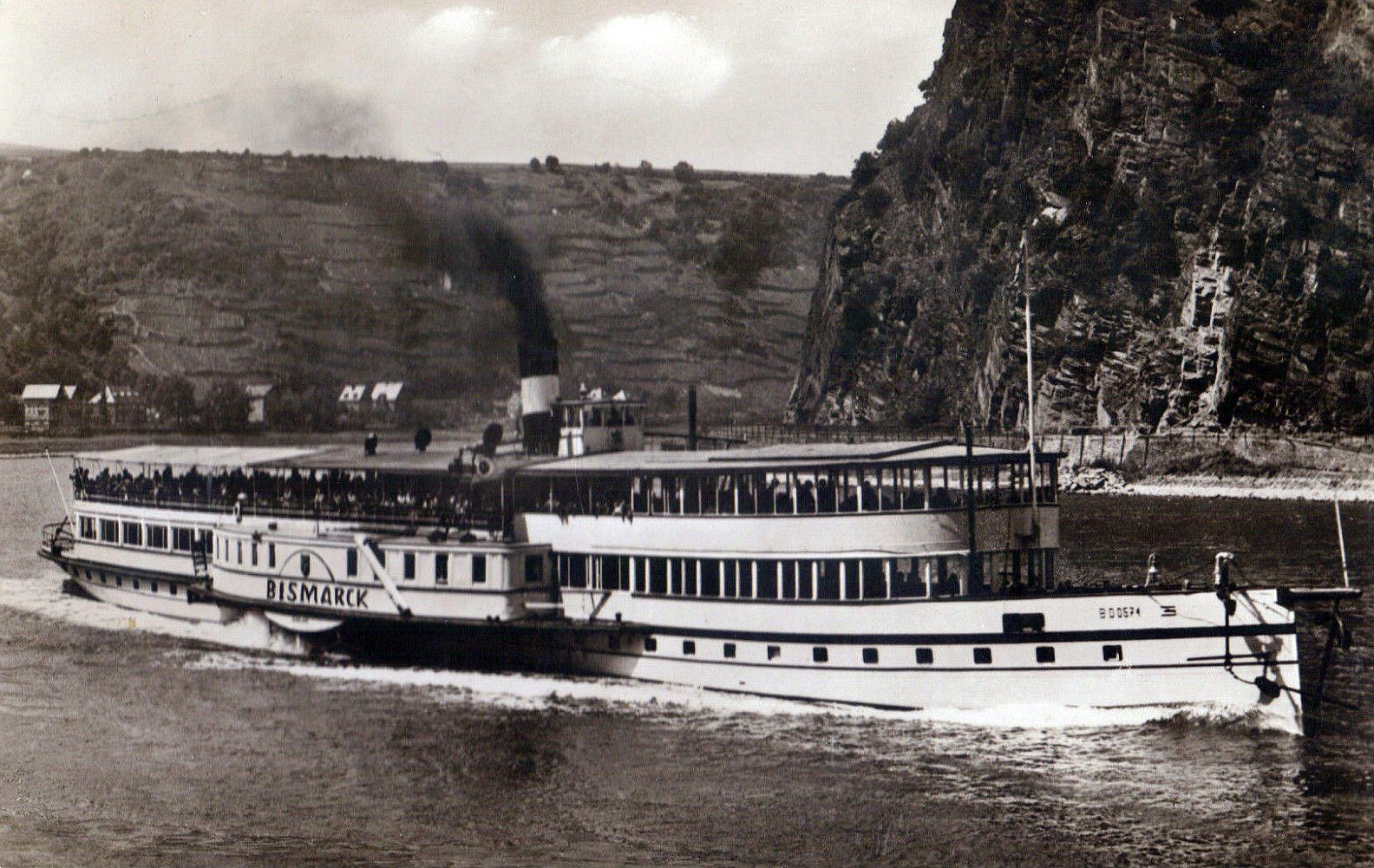
Die Bismarck an der Loreley (1949)

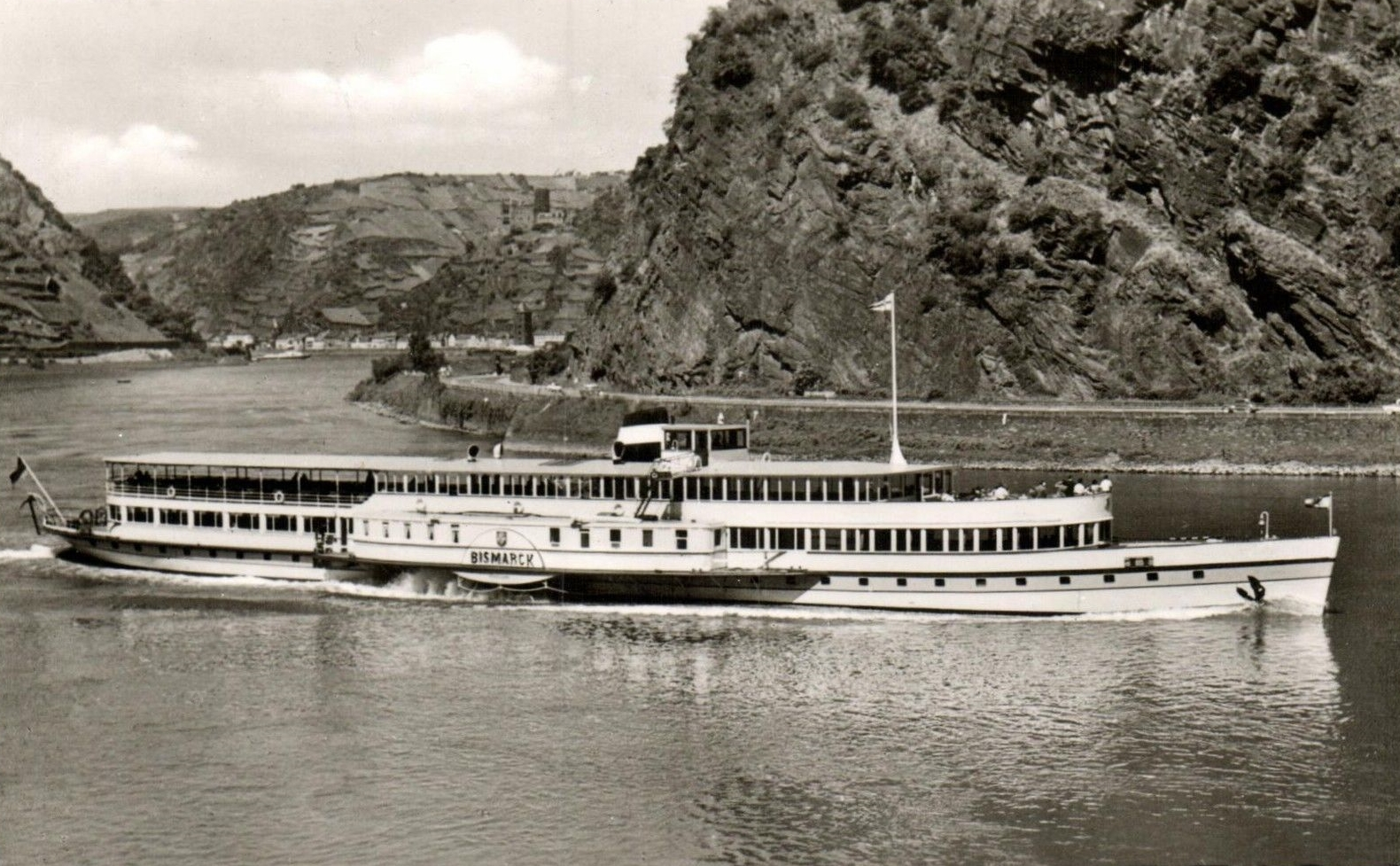
Nach dem Umbau 1960 an der Loreley

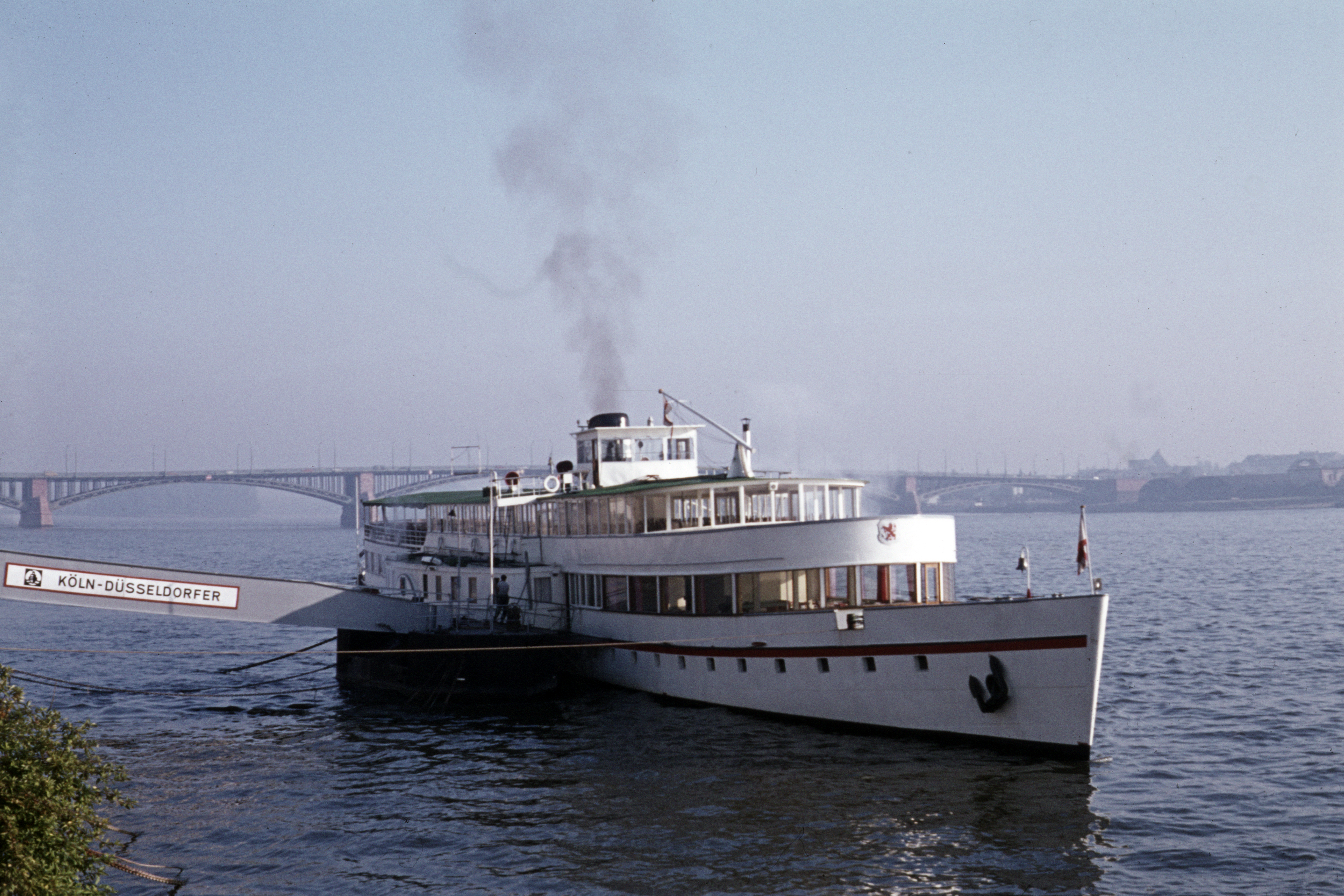
Die Bismarck im Jahre 1973 am Anleger Mainz

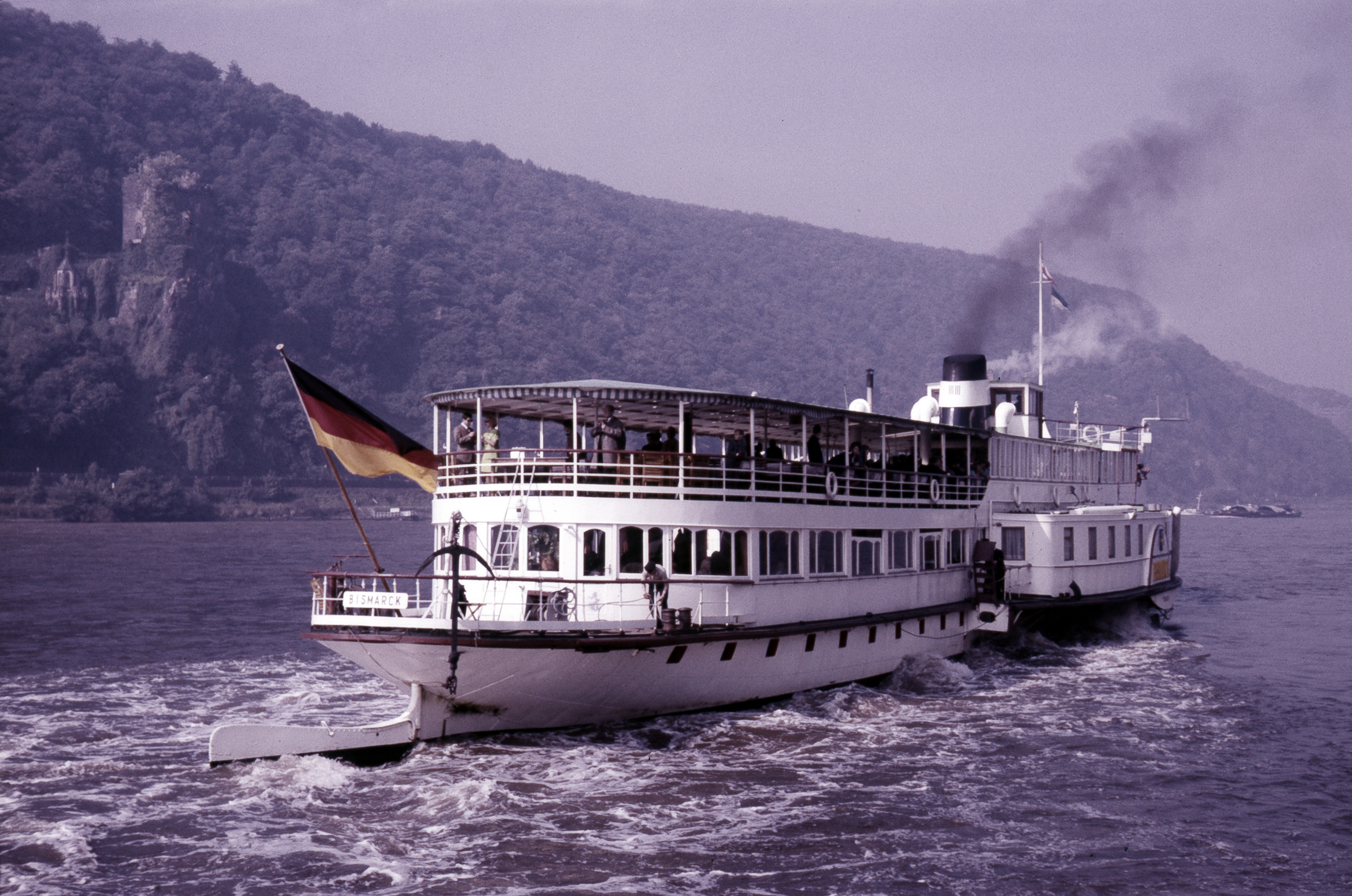
Heckansicht (1967)

Mit Beginn des Zweiten Weltkriegs wurde sie im Neusser Hafen stillgelegt. Dort wurde das Schiff in der Nacht vom 3. auf den 4. Juni 1940 von einem Blindgänger getroffen, der alle Decks und den Rumpf durchschlug. Sie war das erste Schiff der Köln-Düsseldorfer, das durch Bomben beschädigt worden war. Nach der Beseitigung der Schäden in der Kölner Werft, Ewald Berninghaus erhielt das Schiff einen blaugrauen Tarnanstrich. Von Mai bis Oktober 1942 setzte die Reederei das Schiff im kombinierten Personen- und Güterverkehr ein. Ab Dezember 1943 vermietete die Köln-Düsseldorfer die Bismarck an die IG Farben, die sie als Unterkunft für Zwangsarbeiter in Oberwinter nutzte. Ab August 1944 übernahm die Union Rheinische Braunkohlen Kraftstoff AG das Schiff zur Zwangsarbeiterunterbringung in Urfeld bei Wesseling. Durch detonierende Fliegerbomben verursachte Druckdifferenzen beschädigten die Aufbauten des Schiffs am 11. Oktober 1944 so stark, dass sie nicht mehr einsatzfähig war. Sie wurde am 31. Oktober 1944 im Düsseldorfer Hafen stillgelegt. Zum Schutz vor weiteren Luftangriffen wurde das Schiff im Januar 1945 in einen toten Rheinarm bei Bad Honnef („Honnefer Loch“) geschleppt. Zum Ende des Zweiten Weltkriegs war das Schiff zwar schwer beschädigt, aber schwimmfähig.
Nach Antrag bei den britischen Alliierten erhielt die Reederei am 30. September 1945 die Genehmigung die Bismarck nach Königswinter zu schleppen. Dort war es möglich das Schiff mit ausgebauten Teilen der vor dem gegenüberliegenden Oberwinter gesunkenen Goethe wieder fahrfähig zu machen. Anfang Dezember konnte die Bismarck mit eigener Kraft zur endgültigen Instandsetzung in den Düsseldorfer Hafen fahren. Am 24. Juni 1946 wurde die Bismarck wieder im Personenverkehr eingesetzt – sie war damit das erste Schiff der Köln-Düsseldorfer das nach dem Zweiten Weltkrieg wieder eingesetzt werden konnte. Im Herbst richtete die Reederei mit Materialien, die von der Stadtverwaltung Köln zur Verfügung gestellt worden waren, auf dem Schiff 40 Schlafplätze ein, sodass das Schiff jeweils in den Wintermonaten von 1946 bis 1948 in Köln als Hotelschiff genutzt werden konnte. Im Zuge einer Generalüberholung baute die Werft das Schiff im Frühjahr 1949 wieder zum reinen Passagierschiff um. Ab 14. April war die Bismarck wieder im Schnellfahrdienst zwischen Köln und Mainz eingesetzt. Sie erhielt eine Zulassung für 2500 Passagiere.

### Von den 1950er-Jahren bis zur Außerdienststellung
In Zusammenarbeit mit dem Dampfkesselhersteller Babcock & Wilcox stellte die DGMN die Feuerung der Bismarck im Frühjahr 1957 von Kohle auf schweres Heizöl um, gleichzeitig wurde die Fahrgastzulassung auf 1750 reduziert. Im Winter 1958/59 erhielt die Bismarck bei der Rheinwerft Mainz-Mombach ein um 1,20 m längeres neues Vorschiff mit einem modernen Bug. Die Aufbauten des Oberdecks wurden nach hinten versetzt, sodass der vordere Bereich als Sonnendeck genutzt werden konnte. Zusätzlich wurden feste verglaste Seitenverkleidungen bis hinter die Radkästen installiert. Bei der nächsten turnusmäßigen amtlichen Untersuchung bei der Schiffsuntersuchungskommission Köln am 3. April 1963 wurde die Fahrgastzulassung auf 1600 reduziert. Am 16. Mai 1967 fusionierten die DGMN und die Preußisch-Rheinische Dampfschiffahrtsgesellschaft zur Köln-Düsseldorfer Deutsche Rheinschiffahrt AG. Der Besitz aller Schiffe der beiden Unternehmen wurde in die neue Gesellschaft übertragen. Die ehemaligen DGMN-Schiffe blieben weiterhin mit dem Heimathafen Düsseldorf registriert.
Im Juni 1968 musste die Bismarck infolge einer größeren Leckage im rechten Dampfkessel zur Reparatur in die Schiffswerft Christof Ruthof überführt werden. Da am 4. August desselben Jahres ein gleichartiger Defekt auftrat, wurde der Dampfer ohne Reparatur im Hafen Köln-Niehl aufgelegt. Da der Reederei eine Generalsanierung der Maschinen- und Kesselanlagen zunächst unwirtschaftlich erschien, sollte die Bismarck zum Ende der Saison 1968 endgültig außer Dienst gestellt werden. Da die Flottenstärke der Köln-Düsseldorfer für einen planmäßigen Betrieb in der Sommersaison 1969 nicht ausgereicht hätte, wurde der Beschluss revidiert. Mit der Generalsanierung wurde die Kölner Werft, Ewald Berninghaus beauftragt. Neben den maroden Dampfkesseln wurden die Maschinenanlagen, Schaufelräder und die Ruderanlage saniert – zusätzlich wurde eine Modernisierung des Küchenbereichs und der Toilettenanlagen durchgeführt. Nachdem die Arbeiten abgeschlossen wurden, konnte das Schiff ab dem 30. Juni 1969 wieder eingesetzt werden. In den Winterpausen der Folgejahre folgten weitere Modernisierungsmaßnahmen der Innenräume. Bedingt durch die Ölkrise im Herbst 1973 und die damit verbundenen immens gestiegenen Kraftstoffpreise entschied die Köln-Düsseldorfer, ihre Flotte zu verkleinern. Aufgrund der hohen Betriebskosten entschied sich die Reederei die Bismarck auszumustern. Nach der Sommersaison 1974 wurde der Seitenraddampfer im Niehler Hafen aufgelegt. Nach fast dreijähriger Liegezeit wurde die Bismarck am 18. August 1977 im Seitenkoppelverband vom Schubboot Braunkohle I zum niederländischen Schiffsverwerter Boss & Zoonen in Hendrik-Ido-Ambacht überführt und dort verschrottet.

## Technische Beschreibung

### Rumpf, Decks und Ausstattung
Die Bismarck war ein Einrumpfschiff mit spitz zulaufendem Bug, leicht ausgestellten geraden Steven und einem Kreuzerheck. Der Rumpf bestand aus vernieteten Stahlplatten auf Spanten. Zum Schutz vor unkontrollierbarem Wassereinbruch bei Leckagen waren sechs verschließbare wasserdichte Querschotten im Schiffsrumpf installiert. Seit dem letzten Umbau im Jahre 1959 wurde das Unterdeck für die Mannschafts- und Versorgungsräume genutzt. Über drei Treppen konnte das Personal in das Hauptdeck gelangen. Dort war im Bugbereich ein Rauchsalon für 74 Personen, dahinter der Eingangsbereich, der mit Tischen und Stühlen für 60 Fahrgäste ausgestattet war. Die Räumlichkeiten in den Radkästen wurden für die Küche, die Toilettenanlagen sowie das Schiffsbüro genutzt. Im Hinterschiff war ein Speisesaal für 149 Gäste, der nach Plänen des Immekeppeler Innenarchitekten Hermann Lindner gestaltet wurde. Der vordere Bereich des Oberdecks wurde als Sonnendeck genutzt, dahinter lag eine Cafeteria für 104 Fahrgäste. Vor einem offenen Schacht in der Schiffsmitte, der einen Blick auf die Dampfmaschine ermöglichte, war ein Kiosk, die Seitenbereiche waren als Veranda angelegt und boten Platz für 72 Fahrgäste. Auf dem seitwärts mit einem Geländer gesicherten Hinterschiff war eine weitere Cafeteria mit 152 Plätzen.

### Antrieb und Steuerung
Die Bismarck wurde von einer schrägliegenden Zweizylinder-Verbunddampfmaschine mit Ventilsteuerung der Gebrüder Sachsenberg Roßlau mit einer Leistung von 720 PS über zwei mit Schubstangen und Exzenter gesteuerte 3,66 m hohe Schaufelräder mit jeweils acht Schaufeln angetrieben. Der benötigte Dampf wurde mit zwei Flammrohr-Zylinderkesseln mit jeweils 124,5 m² Heizfläche erzeugt. Der Dampfdruck lag bei 9,0 kp/cm³. Seit dem Umbau der Kesselanlage wurde Schweröl als Brennstoff verwendet. Die Steuerung des Schiffs erfolgte über eine dampfbetriebene Rudermaschine mit einem Einflächenruder.